# Blücher (oorlogsschip)
De Blücher was een Duits oorlogsschip uit de Tweede Wereldoorlog dat op haar eerste reis al werd vernietigd nog voor het ook maar één schot op de vijand kon lossen.
De Blücher behoorde tot de categorie zware kruiser en was een exemplaar van de Admiral Hipper klasse. Bij het uitbreken van de oorlog was het schip het nieuwste van de Kriegsmarine. Het diende een cruciale rol te spelen bij de aanval op Noorwegen.

## De naam
Het schip was genoemd naar de Pruisische generaal Blücher, die in 1815 een belangrijke rol speelde bij het verslaan van het Franse leger van Napoleon Bonaparte tijdens de slag bij Waterloo.

## De bouw
In november 1938 werd bij Deutsche Werke in Kiel begonnen met de bouw van de Blücher. De bedoeling was oorspronkelijk dat de Blücher vrijwel identiek zou worden aan vier zusterschepen: de Prinz Eugen, de Admiraal Hipper, de Seydlitz en de Lützow. De Lützow werd niet afgebouwd en verkocht aan de Sovjet-Unie; de Deutschland werd hierna omgedoopt tot Lützow.
Tijdens de bouw van de Blücher in september 1939 viel Duitsland Polen aan. Het Verenigd Koninkrijk en Frankrijk verklaarden, tegen de verwachtingen van de Kriegsmarine in, de oorlog aan Duitsland. Hierdoor moest de Kriegsmarine haar plannen wijzigen. Om tot een confrontatie met Groot-Brittannië te komen moest Duitsland vanuit de zee kunnen landen. Daarvoor moesten oorlogsschepen beschikken over faciliteiten om soldaten snel aan land te kunnen zetten. De Blücher werd in ijltempo afgewerkt en kreeg een ruim om soldaten te vervoeren alsook hijskranen om landingsvaartuigen te kunnen afzetten.
Het schip werd in januari 1940 officieel in dienst gesteld. De Blücher was nu een van de grootste zware kruisers die ooit gebouwd waren met een bemanning van 1600. Zware kruisers van de geallieerden hadden gewoonlijk slechts 800-850 manschappen. De voordelen van de Blücher met betrekking tot de zware kruisers van de geallieerden waren de grotere breedte (meer incasseringsvermogen tegen torpedotreffers), precisieafstandsmeters en vérdragend 200 mm geschut evenals krachtig luchtafweergeschut met gyrogestabiliseerde afstandsmeters.

## De missie
In april 1940 begon Duitsland aan Operatie Weserübung: de invasie van Denemarken en Noorwegen. De Blücher kreeg hierbij de opdracht om samen met o.a. het Duitse pantserschip Lützow de Noorse hoofdstad Oslo te bezetten.
De missie was simpel: het flottielje moest met zijn kanonnen landinwaarts vuren en alle strategische doelen rond Oslo vernietigen. Vervolgens zouden de deelnemende schepen 2000 mariniers ontschepen, voldoende om Oslo in te nemen, zo was het plan.

## De ondergang

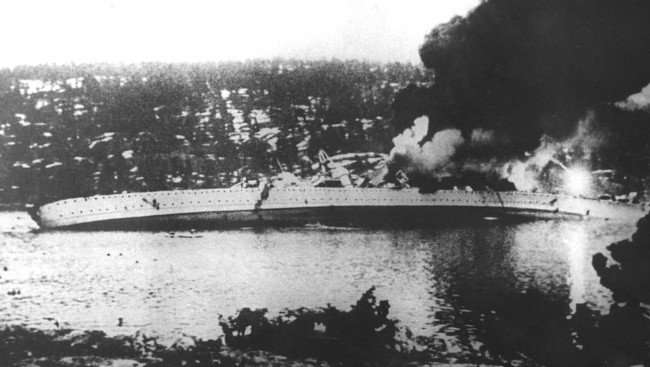
De Gekapseisde Blücher

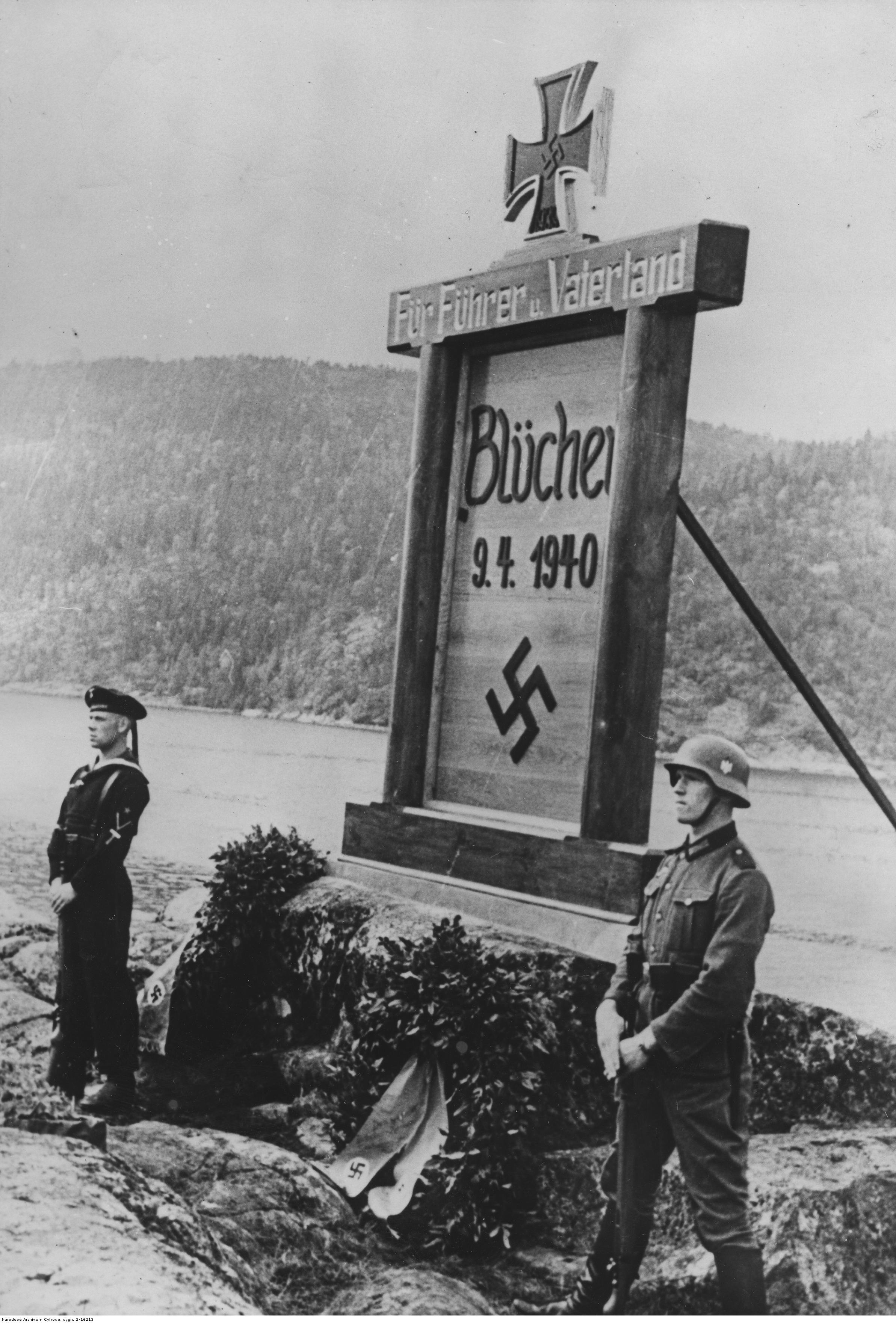
Herdenkingsmonument voor de zware kruiser Blücher.

Op 9 april in de vroege ochtend arriveerden de Blücher en de Lützow in de Oslofjord. Ze voeren langzaam om zo weinig mogelijk argwaan te wekken. De Kriegsmarine had echter een groot struikelblok over het hoofd gezien: op een eiland in de langgerekte fjord lag fort Oscarsborg, een vesting uit het midden van de 19e eeuw. In dit fort stonden drie oude kanonnen van Krupp die, ironisch genoeg, door de Duitsers zelf waren geschonken. Verder was er nog een onderaardse lanceerplaats voor torpedo's. Het fort stond sinds 1933 onder het bevel van majoor Birger Kristian Eriksen. Eriksen had die ochtend reeds een melding van het verderop gelegen fort Oslofjord gekregen dat buitenlandse oorlogsschepen de waarschuwingsschoten van het fort hadden genegeerd en de Oslofjord waren ingevaren.
Twee van de drie kanonnen van Oscarsborg, Mozes en Aaron genaamd, waren bemand. Bij het naderen van het schip losten zij op bevel van Eriksen om 04:21 Noorse tijd elk één schot op de Blücher, op zeer korte afstand. De kruiser werd meteen fataal geraakt: een granaat trof de brug van het schip met de vuurleiding (de kamer van waaruit de kanonnen bestuurd worden), waardoor de Blücher niet onmiddellijk in staat was om terug te schieten. De tweede granaat trof de brandstofopslagplaats van het vliegtuig waardoor de Blücher midscheeps in brand vloog. Aangezien de brandslangen doorzeefd waren, kon de brand niet geblust worden. Het fort vuurde nu een tweetal zwaar verouderde torpedo’s af op de Blücher. De Blücher werd door beide geraakt.
De kapitein van de Blücher koerste het zinkende schip daarna in de richting van de wal om zo veel mogelijk opvarenden te kunnen redden. Door de torpedotreffers en de ontstane waterschade kapseisde het schip echter plotseling. Omdat de bemanning nieuw was en geen gevechtservaring had, werden veel fouten gemaakt bij het herstellen van de torpedoschade en ging de kapitale Blücher al op haar eerste reis verloren. Het schip zonk in ongeveer twee uur naar de bodem van de fjord.
Van de 2202 opvarenden kwamen er naar schatting 830 om het leven. De overlevenden bereikten zwemmend de oever van het nabijgelegen eiland. De rest van het Duitse flottielje, de niet beschadigde Lützow, de lichte kruiser Emden, drie torpedoboten, acht mijnenvegers en twee troepentransportschepen staakten hun doortocht en meerden nu in het nabije Son aan in plaats van het nog ca. 50 km verwijderde Oslo.

## Betekenis ondergang
De ondergang van de Blücher betekende een wezenlijke vertraging van de aanval op Noorwegen. Van een overrompeling zoals in het naburige Denemarken die ochtend kwam niets terecht. De Noorse regering, het parlement en het koningshuis in Oslo kregen voldoende tijd om - met de goudreserves van het land onder de armen - de hoofdstad te verlaten en het verzet te organiseren. Het parlement slaagde erin nog één keer buiten Oslo te vergaderen. Tijdens die vergadering werden speciale bevoegdheden aan de regering overgedragen, waardoor de strijd tegen de Duitsers op Noorse bodem nog precies twee maanden zou duren, nl. tot 9 juni 1940.
Militair gezien behoort de ondergang van de Blücher in april 1940 met die van de Bismarck (1941), de Scharnhorst (1943) en de Tirpitz (1944) tot de grootste verliezen van de Kriegsmarine in de Tweede Wereldoorlog.

## Het wrak
Vandaag ligt de Blücher nog steeds in de fjord. Het schip ligt op 90 meter diepte en lekt olie, al is er in 1994 al 1600 ton olie verwijderd. Het wrak is in juni 2016 door de Noorse autoriteiten als oorlogsmonument en zeemansgraf geklasseerd, waardoor het ook niet geborgen mag worden.

## In populaire cultuur
De Amerikaanse rockband Kamelot heeft op zijn album Ghost Opera uit 2007 een nummer aan het schip gewijd.
De Noorse metalband Vreid heeft op hun album Milorg uit 2009 een tweedelige suite aan de ondergang van het schip gewijd.
In de film The King's Choice is het doen zinken van het oorlogsschip de Blücher verfilmd. 